# Hendrik Petrus Berlage

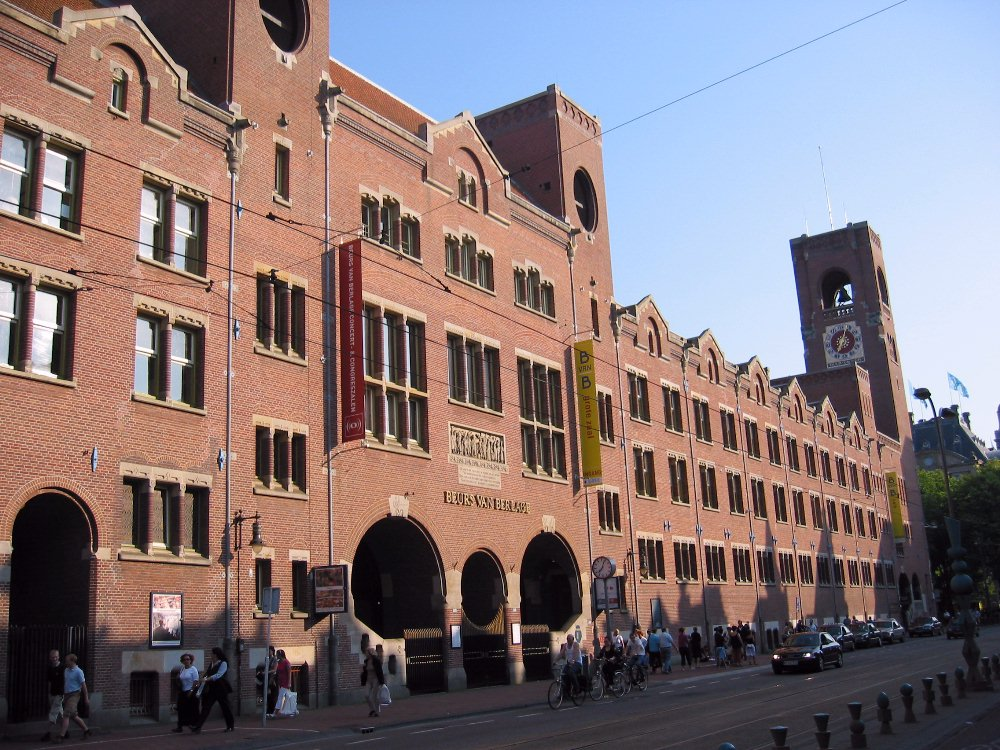
La Beurs Van Berlage (Borsa d'Amsterdam)

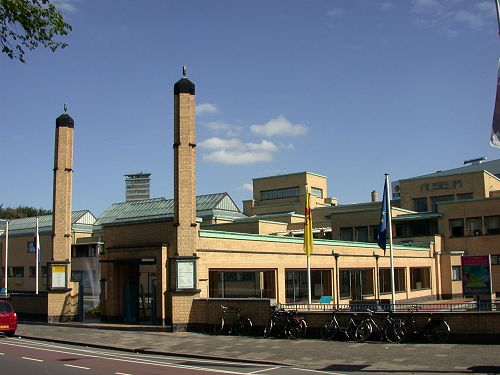
Museu municipal de La Haia

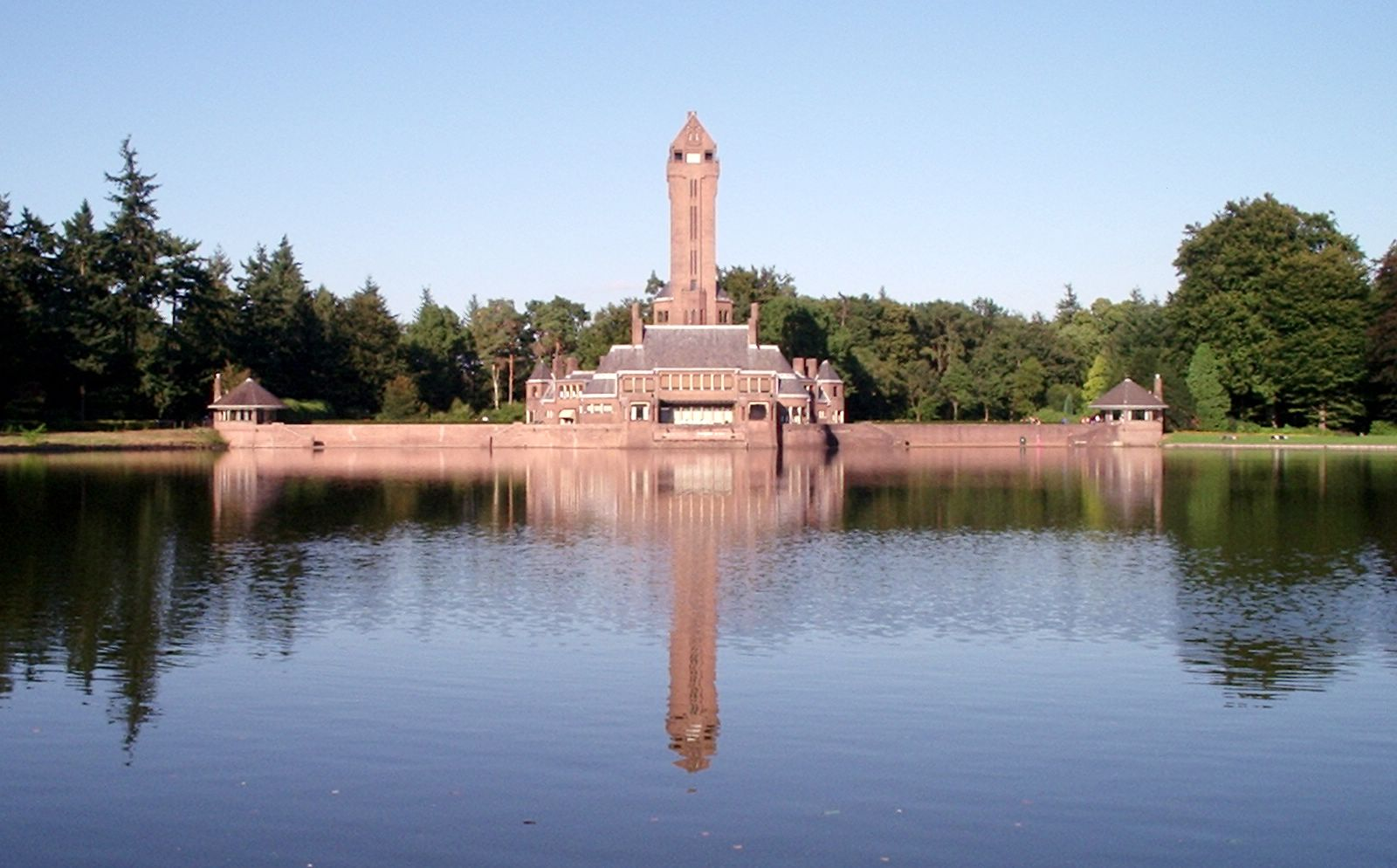
Residència de caça de Sant Hubert

Hendrik Petrus Berlage, (Amsterdam, 12 de febrer de 1856 - La Haia 12 d'agost de 1934), fou un prominent arquitecte neerlandés.

## Visió de Conjunt
Berlage va estudiar arquitectura sota la tutela de Gottfried Semper a l'Institut de Tecnologia de Zúric durant els anys 1870, després dels quals viatjà extensament per Europa. Durant els anys 1880 va formar una societat als Països Baixos amb Theodore Sanders que produïa una mescla de projectes pràctics i utòpics. Berlage estava afiliat a diverses societats arquitectòniques incloent-hi el CIAM.
Berlage va rebre la influència de l'arquitectura de maó neoromànica d'Henri Hobson Richardson i de la combinació d'estructures de ferro vistes amb maó del Castell dels Tres Dragons de Domènech i Montaner. Aquesta influència és visible en el seu disseny per a la Borsa d'Amsterdam, en la qual recolliria també les idees de Viollet-le-Duc. Les parets de maons com a suport de càrregues i la idea de la primacia d'espai, i les parets com a creadores de forma, serien els principis constitutius del Hollandse Zakelijkheid.
Una visita de Berlage als EUA el 1911 va influir de forma important a la seva arquitectura. Des de llavors l'arquitectura orgànica de Frank Lloyd Wright representaria una influència significativa. Les conferències que donà en tornar a Europa ajudarien a disseminar les idees de Wright a Alemanya.
Considerat el "pare de l'arquitectura Moderna" als Països Baixos i el mitjancer entre els Tradicionalistes i el Moderns, les teories de Berlage inspiraven la majoria dels grups Modernistes holandesos incloent-hi De Stijl, l'Escola d'Amsterdam. Va rebre la Medalla d'Or del RIBA (Royal Institute of British Architects) el 1932.
Berlage va morir a La Haia el 1934. El 1970, la Unió Astronòmica Internacional va anomenar un cràter lunar amb el nom de Berlage en honor seu. Dades de

## Obres
Entre les més famoses trobem:
- la Borsa d'Amsterdam
- Pla d'expansió d'Amsterdam: el 'pla Zuid' o 'pla de Berlage'
- el Berlage brug (pont) a Amsterdam.
- la Casa d'Holanda, Bury st., Londres (darrere el "Gherkin" de Norman Foster)
- el ' ' St. Hubertusslot  part del Museu Kröller-Müller
- el museu municipal de la Haia.